# 金茲爾峰
67°5′S 66°18′W / 67.083°S 66.300°W
金茲爾峰（德語：Kinzl Crests），是南極洲的山峰，位於葛拉漢地的盧貝海岸，處於佩爾尼克半島，海拔高度2,135米，根據英國探險隊拍攝的空中照片繪入地圖，以奧地利冰川學家命名，現時由南極條約體系管理。